# Richard Frank Stika
Richard Frank Stika (St. Louis, Missouri, 4 de julho de 1957) é um ministro católico romano americano e bispo emérito de Knoxville.
O arcebispo emérito de Saint Louis, cardeal John Joseph Carberry, conferiu-lhe o diaconato em 1º de maio de 1985 e o arcebispo de Saint Louis, John Lawrence May, em 14 de dezembro de 1985 o sacerdote.
Papa Bento XVI nomeou-o bispo de Knoxville em 12 de janeiro de 2009. O Arcebispo de Filadélfia, cardeal Justin Francis Rigali, consagrou-o em 19 de março do mesmo ano; Os co-consagradores foram Joseph Edward Kurtz, Arcebispo de Louisville, e Robert Joseph Shaheen, Bispo de Nossa Senhora do Líbano em Los Angeles.
O Papa Francisco aceitou sua renúncia antecipada em 27 de junho de 2023. Como motivo de sua renúncia, Stika deu doenças de longa data, às vezes muito graves, como diabetes, cirurgia cardíaca e neuropatia. Ele queria continuar a fazer o trabalho pastoral em sua cidade natal, St. Louis, com menos estresse e permanecer conectado à diocese de Knoxville.